# Chiesa di Santa Maria di Roncione
La chiesa di Santa Maria di Roncione è un edificio religioso ubicato poco al di fuori di Deruta, in provincia di Perugia e arcidiocesi di Perugia-Città della Pieve.

## Storia

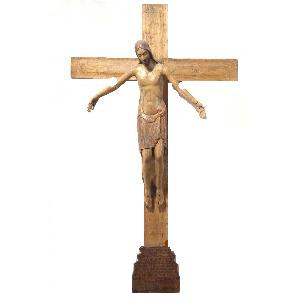
Cristo Deposto dalla Croce, 1236, già chiesa di Santa Maria di Roncione, Perugia Galleria nazionale dell'Umbria

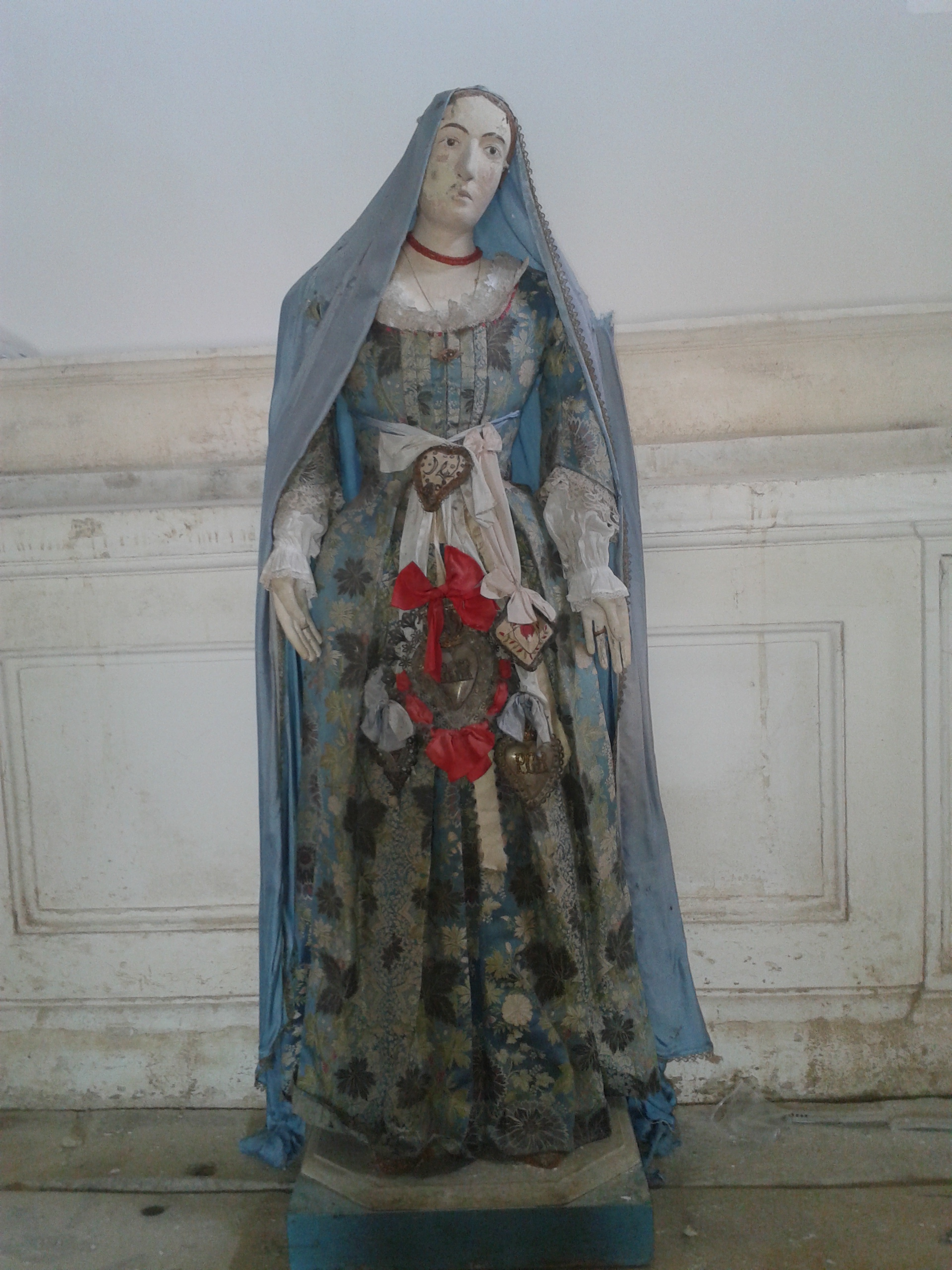
La statua della Vergine facente parte del gruppo della Deposizione, ancora all'interno della chiesa

L'origine di questa chiesa risale probabilmente all'XI sec., ma la sua esistenza e documentata soltanto a partire dal 1141, quando l'Abate Rinaldo di Farfa, confermando all'abbazia di San Pietro in Perugia il possesso di alcuni beni, ne esclude le pertinenze della chiesa.
Non si possiedono altre notizie fino al 1236 anno di esecuzione della Deposizione.
Nel corso del Trecento la vita della chiesa è documentata da una notizia riguardante il suo priore, Rinaldo Segnarelli, e dalla donazione di due coniugi derutesi che cedono al monastero una casa in Deruta, quattro appezzamenti di terra e un predio in Sant'Angelo di Celle. Nel 1381 Urbano III conferisce il priorato della chiesa al monaco cassinese Carlo Caracciolo Napolitano.
Non è possibile precisare quando i monaci Benedettini abbandonarono la chiesa, ma è probabile che ciò fu conseguente ai gravi fatti d'arme che, sul finire del Trecento, funestarono Deruta e il suo territorio.
Nel 1611 lo stato di abbandono e di rovina dell'edificio era tale che il magistrato di Deruta si rivolse ai protettori della chiesa perché provvedessero a ripararla. Nel 1613 essa fu unita al Collegio del Seminario di Perugia e restaurata.
Comunque è da rilevare che la chiesa attuale non è l'originaria, essendo stata edificata, in epoca imprecisabile, in prossimità della più antica costruzione i cui ruderi erano ancora visibili fino alla metà dell'Ottocento.
Nel 2014 è stata sottoposta ad un restauro con il rifacimento del tetto pericolante.

## La Deposizione
Di questo gruppo di sculture, eseguito nel 1236, faceva parte il Cristo Deposto dalla Croce della Galleria Nazionale dell'Umbria di Perugia. Fino alla metà dell'Ottocento, dalle notizie di Giuseppe Fabretti, esistevano anche le immagini, successivamente disperse ad eccezione di una Vergine ancora in loco, ma danneggiata da antichi restauri, di un San Giovanni Evangelista, di un Nicodemo, di un Giovanni d'Arimatea e di una Santa Lucia, facenti parte sempre del gruppo scultoreo.
La statua della Vergine risulta danneggiata da antiche ridipinture ed è ricoperta da abiti d'epoca ricamati con motivi floreali, in alcune parti logori. La statua era ritenuta miracolosa infatti alla cintola sono appesi vari ex voto in metallo e stoffa.

## La processione
La chiesa era un tempo meta di una solenne processione in onore della Madonna che si svolgeva il lunedì di Pasqua e che aveva certamente origini medievali (il gruppo della Deposizione era legato certamente a questo culto).  Ora invece si suole dire una messa il lunedì di Pasqua e un'altra a Ferragosto.